# Cantal (departement)
Cantal (15) is een Frans departement in de regio Auvergne-Rhône-Alpes.

## Geschiedenis
Het departement was een van de 83 departementen die werden gecreëerd tijdens de Franse Revolutie, op 4 maart 1790 door uitvoering van de wet van 22 december 1789, uitgaand van een deel van de regio Auvergne. Het departement werd vernoemd naar het gebergte "les monts du Cantal", het overblijfsel van één oude stratovulkaan. In de 19e eeuw kwam er een ontvolking op gang, vooral in het zuiden van het departement. De inwoners zochten werk in het zuiden van Frankrijk en vooral in Parijs. Deze beweging werd versterkt in de tweede helft van de 19e eeuw na de aanleg van de spoorlijn tussen Clermont-Ferrand en Parijs.

## Geografie
Cantal maakt deel uit van de regio Auvergne-Rhône-Alpes. Het wordt begrensd door de departementen Puy-de-Dôme, Haute-Loire, Aveyron, Lot, Lozère en Corrèze.
Cantal staat bekend als "Pays Vert", als een groen, agrarisch gebied. De Monts du Cantal, een oud vulkanisch gebied, beslaat een groot deel van de Cantal, waardoor grote delen van het departement relatief hoog gelegen zijn (boven de 500 meter).
Cantal bestaat uit 3 arrondissementen:
- Aurillac
- Mauriac
- Saint-Flour

Cantal bestaat uit 15 kantons:
- Kantons van Cantal.

Cantal bestaat uit 247 gemeenten. (stand 1 januari 2018)
- Lijst van gemeenten in het departement Cantal

## Demografie
De inwoners van Cantal heten Cantaliens.

### Demografische evolutie sinds 1962
| Naam       | Index 1962 | Index 1968 | Index 1975 | Index 1982 | Index 1990 | Index 1999 | Index 2008 | Index 2019 |
| ---------- | ---------- | ---------- | ---------- | ---------- | ---------- | ---------- | ---------- | ---------- |
| Cantal     | 100,0      | 97,9       | 96,3       | 94,1       | 91,8       | 87,2       | 86,0       | 83,7       |
| Frankrijk* | 100,0      | 107,1      | 113,3      | 117,0      | 121,9      | 126,0      | 133,8      | 140,1      |

| Naam       | Inw./Km² 1962 | Inw./km² 1968 | Inw./km² 1975 | Inw./km² 1982 | Inw./km² 1990 | Inw./km² 1999 | Inw./km² 2008 | Inw./km² 2019 |
| ---------- | ------------- | ------------- | ------------- | ------------- | ------------- | ------------- | ------------- | ------------- |
| Cantal     | 30,2          | 29,6          | 29,1          | 28,4          | 27,7          | 26,3          | 26,0          | 25,3          |
| Frankrijk* | 84,2          | 90,1          | 95,4          | 98,5          | 102,7         | 106,1         | 112,7         | 119,7         |

Frankrijk* = exclusief overzeese gebieden
Bron: Recensement Populaire INSEE - 1962 tot 1999 population sans doubles comptes, nadien Population Municipale
Op 1 januari 2022 had Cantal 144.399 inwoners.

### De 10 grootste gemeenten in het departement
| Nr. | Gemeente          | Aantal inwoners (2022) |
| --- | ----------------- | ---------------------- |
| 1   | Aurillac          | 26.189                 |
| 2   | Saint-Flour       | 6.390                  |
| 3   | Arpajon-sur-Cère  | 6.363                  |
| 4   | Ytrac             | 4.316                  |
| 5   | Mauriac           | 3.503                  |
| 6   | Riom-ès-Montagnes | 2.403                  |
| 9   | Naucelles         | 2.164                  |
| 7   | Maurs             | 2.131                  |
| 8   | Jussac            | 2.040                  |
| 10  | Vic-sur-Cère      | 1.908                  |

## Economie
De belangrijkste activiteit in Cantal is het agrarische bedrijf. Met name de veeteelt en zuivelindustrie zijn belangrijk. Vanouds wordt in Cantal een houdbare kaas, de Fourme de Cantal, gemaakt die als ruilmiddel met de andere districten ingezet werd.
Tot op heden wordt in Cantal veel kaas gemaakt. De bekendste kazen van Cantal:
- Cantal of Fourme de Cantal
- Salers
- Bleu d'Auvergne

In de winter is Cantal ook een drukbezocht skigebied. Door de relatief hoge ligging in het midden van het Centraal Massief blijft de sneeuw hier relatief lang liggen. Een aantal bekende skioorden is:
- Le Lioran (ook wel: Super-Lioran)
- Murat
- Laveissière
- Prat-de-Bouc (Col de Prat-de-Bouc)

## Afbeeldingen

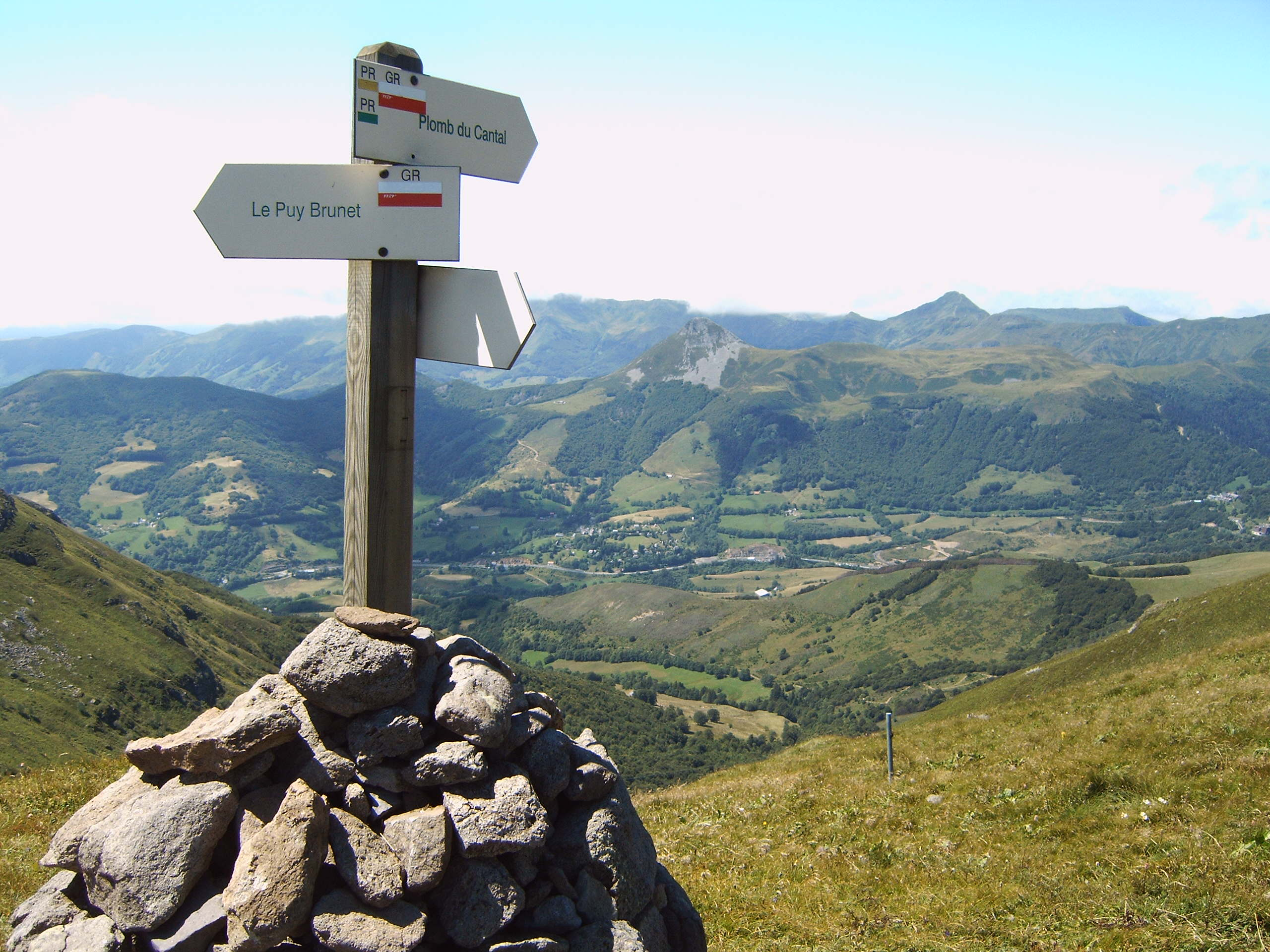
Gezicht op Puy Griou en Puy Mary vanaf GR 400 bij Plomb du Cantal
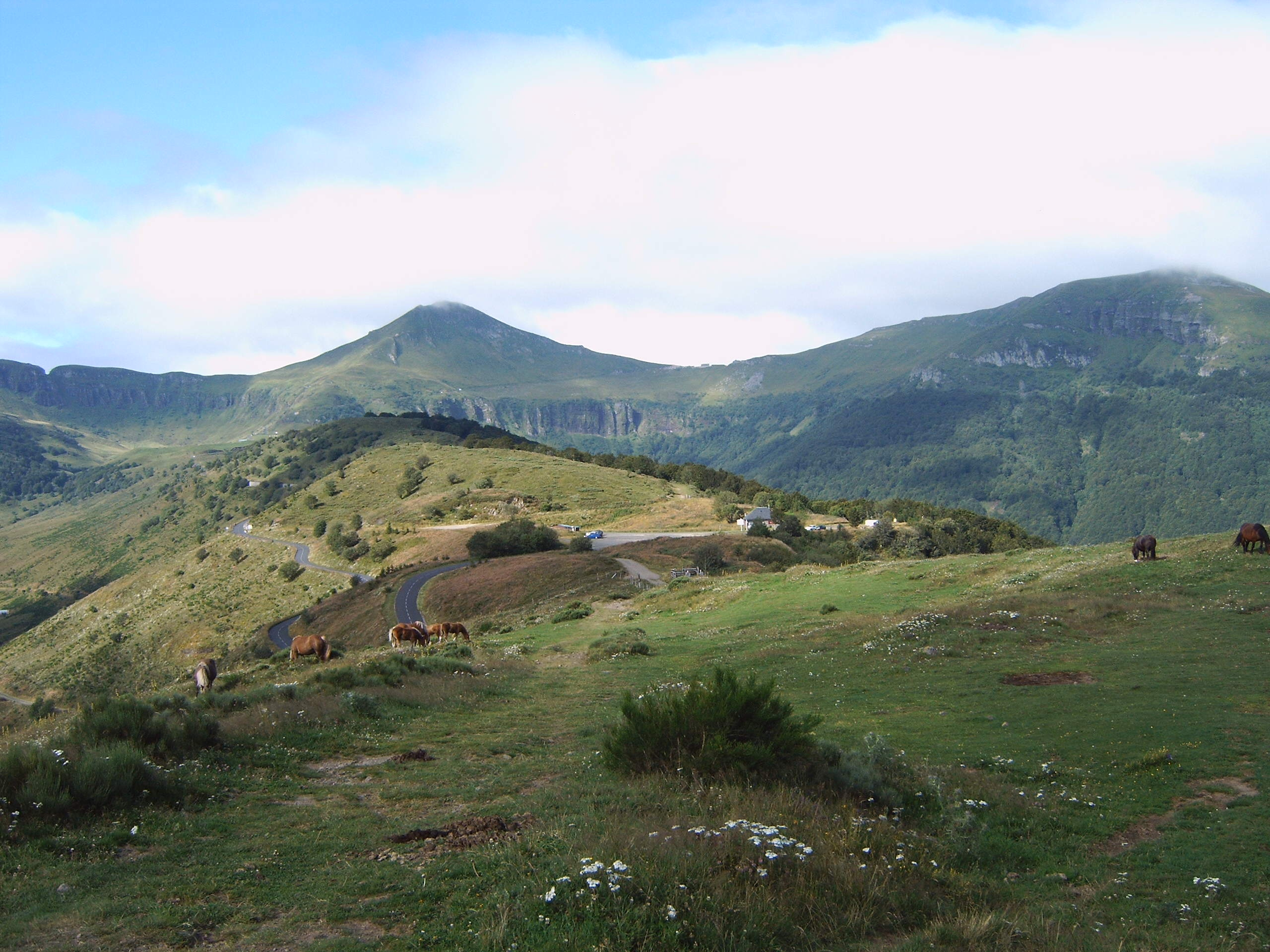
Gezicht op Puy Mary (links) vanaf de Col de Serre
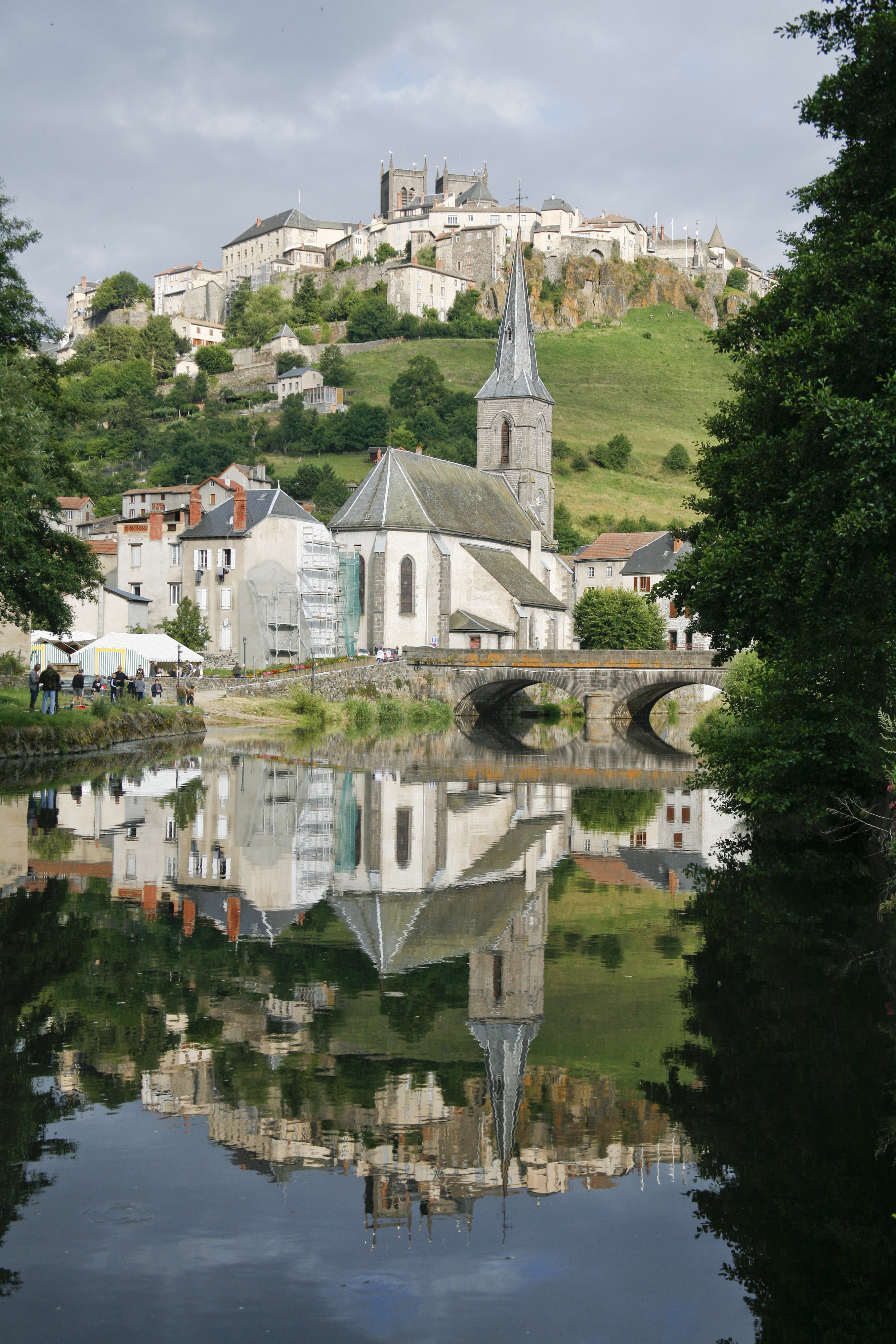
Saint-Flour
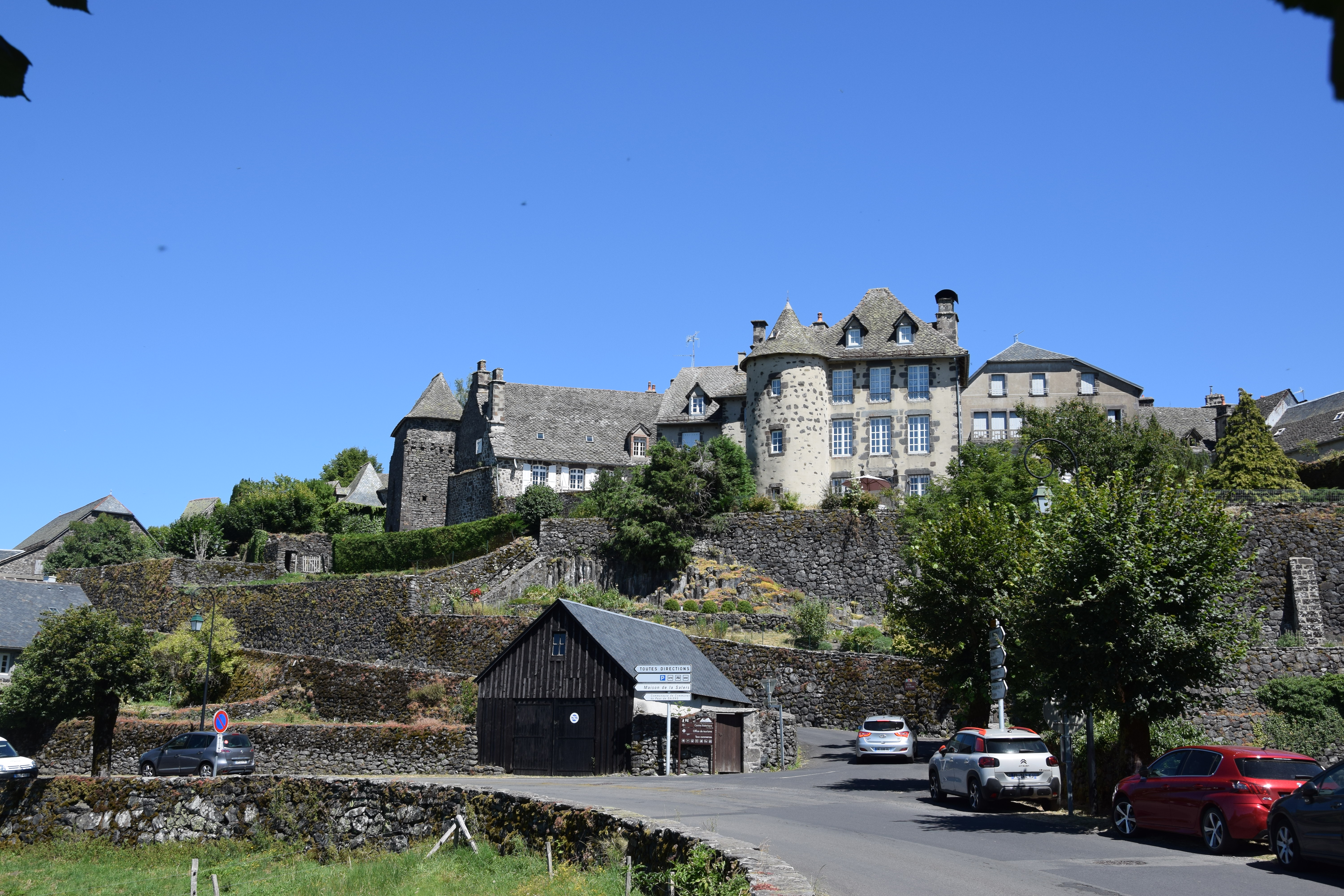
Salers
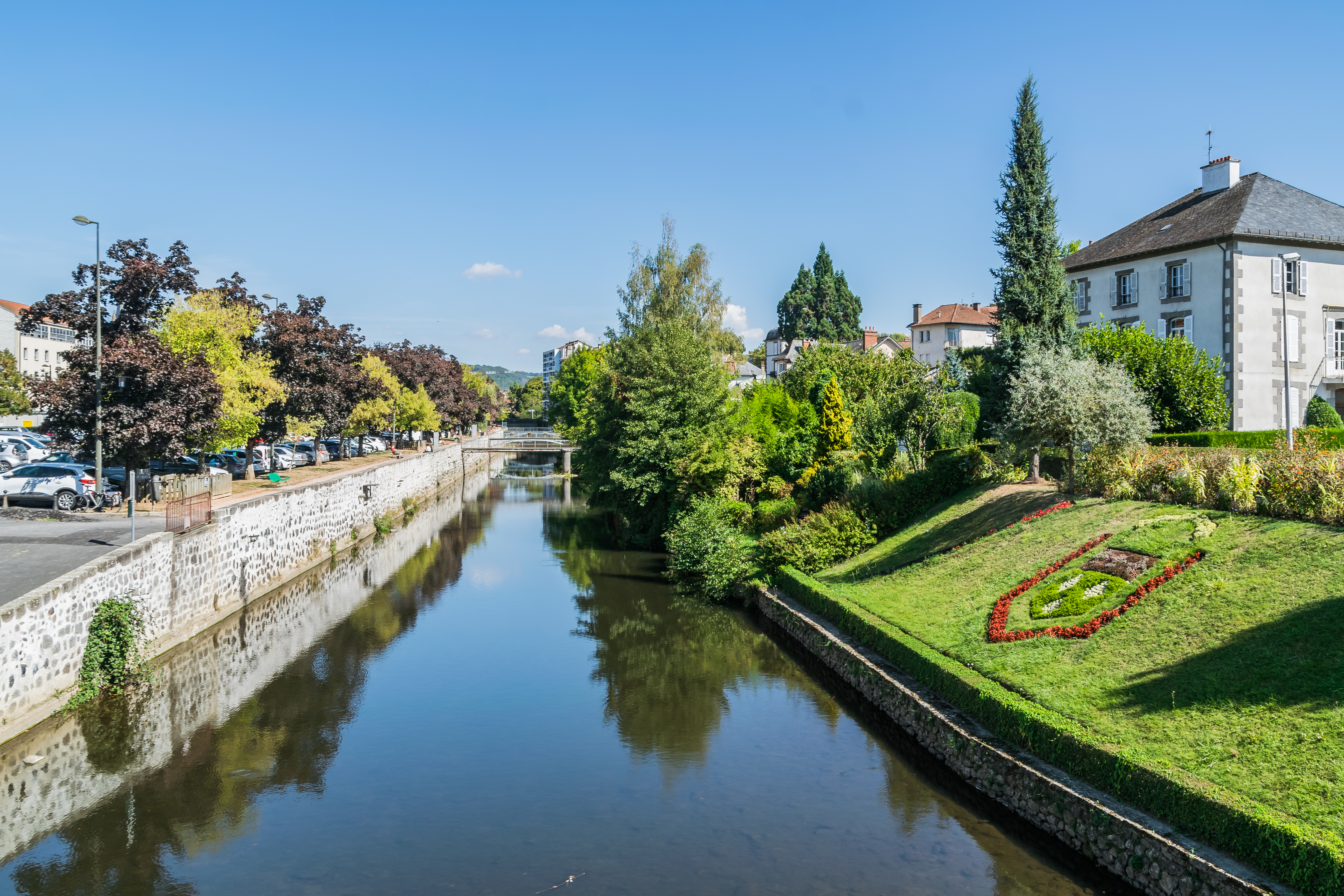
Aurillac